# Fonda Espanya
La Fonda Espanya, actualment Hotel Espanya, és un edifici situat al 
carrer de Sant Pau, 9-11 del Raval de Barcelona, catalogat com a bé cultural d'interès local. Hi destaca la decoració modernista realitzada per l'arquitecte Lluís Domènech i Montaner junt amb altres artistes d'aquest moviment, com ara Eusebi Arnau i Ramon Casas.

## Història
L'edifici del núm. 11 va ser fet construir per Manuel Bassons i Tàpias, que hi tenia una casa de banys, i el 10 de desembre del 1857, el va vendre a Josep Colomer i Giralt, natural de Puigcerdà.  El 30 de desembre del 1858, un anunci publicat al Diario de Barcelona donava la notícia de l'obertura immediata de la Fonda de España, que tingué lloc l'1 de gener del 1859. El febrer del 1863 fou ampliada mitjançant la compra en subhasta pública de la finca veïna del número 9, reedificada per l'arquitecte Josep Buxareu, que dissenyà noves habitacions, un saló, una terrassa, safareigs, i remuntà tres pisos a la part posterior de l'immoble.
En aquesta època, la fonda era regentada per Pelegrí Riu i Calvet, natural de Dorres (Alta Cerdanya) i casat amb Margarida Salvadó i Llorens, filla de l'industrial ceretà Joan Salvadó i Maurell i Bonaventura Llorens i Colomer, neboda de Josep Colomer. A la mort d'aquest el 1873 i de la seva germana Gràcia el 1875, van heretar la propietat les seves nebodes Bonaventura i Margarida Llorens i Colomer, i l'11 de gener del 1876, aquesta darrera va vendre la seva part a la seva germana per 250.000 pessetes. El març d'aquell any, Joan Salvadó sol·licità permís per a convertir un dels salons en habitacions per tal d'ampliar-ne la capacitat. Després de la mort de Margarida Llorens el 1880, van heretar la propietat els germans Margarida i Miquel Salvadó i Llorens. Entre 1898 i 1901, després de la mort de Margarida, Miquel encarregà algunes reformes per als tancaments de la planta baixa i el pati i per instal·lar-hi un ascensor elèctric.
Entre 1902 i 1903, Lluís Domènech i Montaner va reformar i redecorar integralment els interiors, amb la col·laboració de l'escultor Eusebi Arnau i el pintor Ramon Casas, obra que va ser guardonada en el Concurs d'establiments artístics convocat per l'Ajuntament de Barcelona. La fonda esdevingué un dels principals establiments de la ciutat, comptant amb innovacions fins llavors poc habituals, com la llum elèctrica, el telèfon o l'ascensor, tot acompanyat d'una decoració moderna i elegant. A la mort de Miquel Salvadó l'any 1921, passà a mans del seu nebot, Josep Simon i Salvadó, que l'any 1928, atesa la proximitat de l'Exposició Universal del 1929, va fer construir nous espais al terrat. A la mort d'aquest darrer el 1939, la propietat passà al seu fill Manuel Simon Carrasco.
Cap al 1940, la fonda era regentada per l'empresa Hoteles Reunidos SA (HUSA), que sota la direcció d'Emili Ballina, va subarrendar l'establiment a Andreu Contamina. Durant el temps que va ser gestionada per aquesta família (menys de dos anys), la fonda va patir diverses alteracions, com ara la instal·lació d'una cafeteria a l'antic saló de lectura. El 1948, la fonda va ser llogada per deu anys a la societat anònima Industrial Hotelera, que el 1954 n'adquirí la propietat per 1.180.000 pessetes en subhasta pública per execució d'una hipoteca. El 1956, fou adquirida per Miquel Regàs i Ardèvol per un milió i mig de pessetes, i el 1966, un any després de la seva mort, passà a mans d'una societat formada pels seus hereus de confiança, la qual es va liquidar el 1967.
Després d'una important campanya de restauració i modernització de les instal·lacions, reobrí l'any 2010 com un establiment de luxe amb 82 habitacions i un servei de restauració dirigit pel cuiner Martín Berasategui.

## Descripció
És un edifici de planta baixa i quatre pisos. La façana es presenta revestida amb morters, però les obertures, alineades en vuit eixos verticals i de dimensions decreixents, presenten llurs emmarcaments de pedra. La planta baixa s'obre al carrer per mitjà de vuit grans portals coronats per arcs de mig punt, amb llurs dovelles motllurades a platabandes i reposant sobre robustos pilars de pedra ornats a quarterons. Damunt d'aquests portals hi reposa una cornisa sobre la qual sorgeixen les bolades dels tres balcons correguts del primer pis. Els balcons presenten llosanes de pedra motllurada i es tanquen per mitjà d'unes baranes a base de barrots i volutes de ferro forjat molt característiques de l'arquitectura de mitjan segle xix. En el segon pis els balcons presenten la mateixa estructura, però no així en el tercer i quart pis, on hi ha balcons simples i ampitadors respectivament. Les portes que donen accés a aquests balcons presenten la llinda i els muntants motllurats a base de platabandes. La façana queda rematada per un cornisament d'estuc motllurat i amb mènsules de secció rectangular.
El vestíbul principal actua com a distribuïdor de la planta baixa i, mitjançant arcs de mig punt, dona accés al restaurant, al celobert, a l'escala principal i a la cafeteria o sala de tertúlies. A les sobreportes, els carcanyols dels arcs són ornats amb els escuts daurats de les diferents corones que formen Espanya: Aragó, Castella, Lleó i Navarra. Els murs presenten un potent arrambador de marbre rosat amb inscripcions en relleu sobredaurat que donen la benvinguda als hostes. L'element més significatiu d'aquest espai és la columna central que sosté la jàssera del forjat. Acabada en marbre rosat, aquesta columna presenta un capitell floral i un fust estriat que serveix de suport a un llum de broze daurat consistent en un escut de Catalunya rematat per una corona mural i flanquejat per dos lleons que sostenen, a banda i banda, un parell de fanals de cristall tallat.
El restaurant, ubicat a la dreta del vestíbul, és un gran saló de planta rectangular amb els murs revestits de marbre rosat i un arrambador consistent en un fris de fusta tallada a base de flors i penjadors per a abrics. Sota aquest fris hi corre un fris fet de mosaics de colors que representen, sobre un fons floral, els escuts de diverses províncies d'Espanya. Unes pilastres rematades amb mènsules de pedra esculpides amb lleons i escuts sostenen el forjat, que convina magistralment unes biguetes de fusta tallada i uns mosaics florals que cobreixen els revoltons. Al fons de la sala, tres arcs ornats amb mosaics florals donen accés a les cuines i a la Sala de les Sirenes. L'espai és il·luminat per uns notables llums de bronze daurat en forma de corona penjada del sostre i en forma d'aplic de tres braços adossats a les pilastres.
La Sala de tertúlies o cafeteria, ubicada a l'esquerra del vestíbul, és un saló de planta rectangular cobert amb un forjat de fusta policromada i revoltó. La jàssera central d'aquest sostre és sostingut per dues columnes amb fust de marbre daurat amb un basament i un entaulament de gran volumetria i acabats en pedra de Montjuïc. Tanmateix, l'element més significatiu d'aquest espai és la gran llar de foc que presideix el saló, esculpida en alabastre pel cèlebre escultor Eusebi Arnau i cisellada per Alfons Juyol. La boca de la llar, de perfil circular, és flanquejada per un ancià i una dona alletant un nadó mentre tot d'infants ballen en rotllana sobre un jaç de gespa. La xemeneia està decorada amb un potent escut d'Espanya que convina elements del regnat dels Reis Catòlics (els escuts) i de l'imperi de Carles I (l'àliga bicèfala, el toisó d'or i les columnes d'Hèrcules).
La Sala de les Sirenes o peixera, ubicada al fons del vestíbul, és un saló de planta rectangular cobert amb un forjat de ferro forjat i revoltó revestit i una gran claraboia il·luminada des del pati de llums. Els murs presenten uns interessants arrambadors en què una gelosia de fusta contornejada acull els escuts en ceràmica blanca i blava, de diverses regions d'Espanya. Tanmateix, l'element més destacat d'aquest espai és la decoració esgrafiada en els murs, dissenyada pel cèlebre pintor Ramon Casas. Aquests esgrafiats representen, enmig de les onades del mar, un gran compendi de peixos i animals marins i un grup de sirenes que dansen gràcilment. A l'escòcia que uneix aquests murs i el forjat hi ha un fris d'onatges inspirat en L'ona de Hokusai.

## Galeria

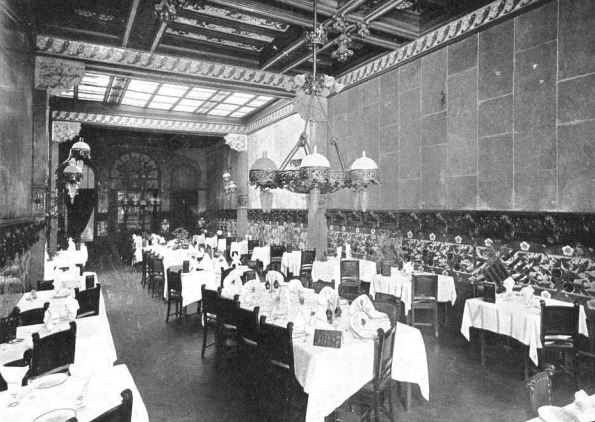
Menjador (1905)
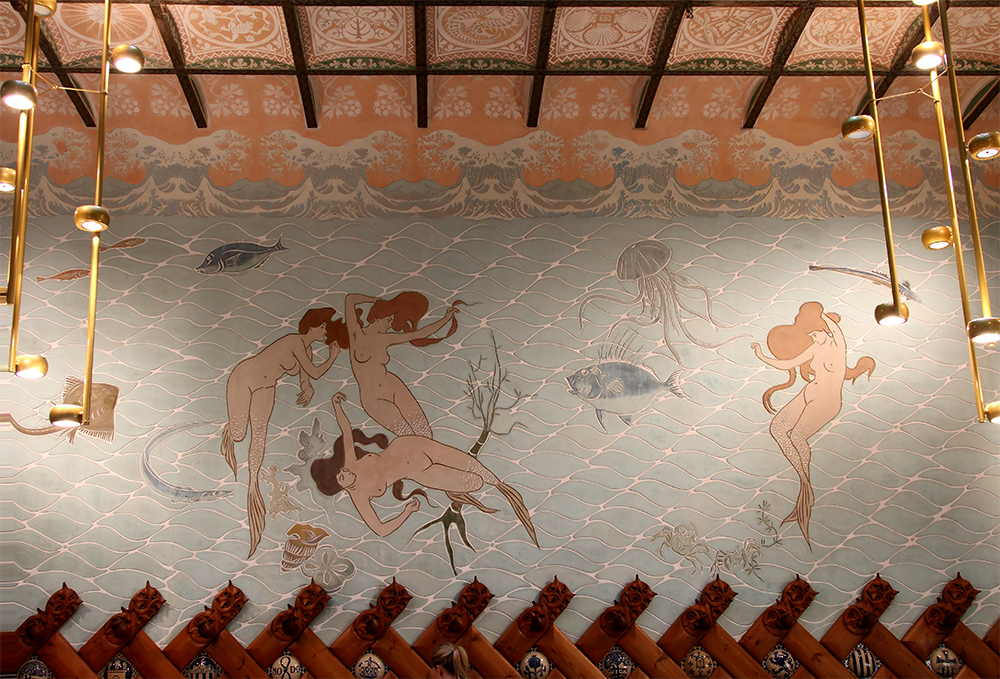
Esgrafiat del fons marí amb sirenes al menjador principal, obra de Ramon Casas, rematat per unes onades inspirades en Hokusai
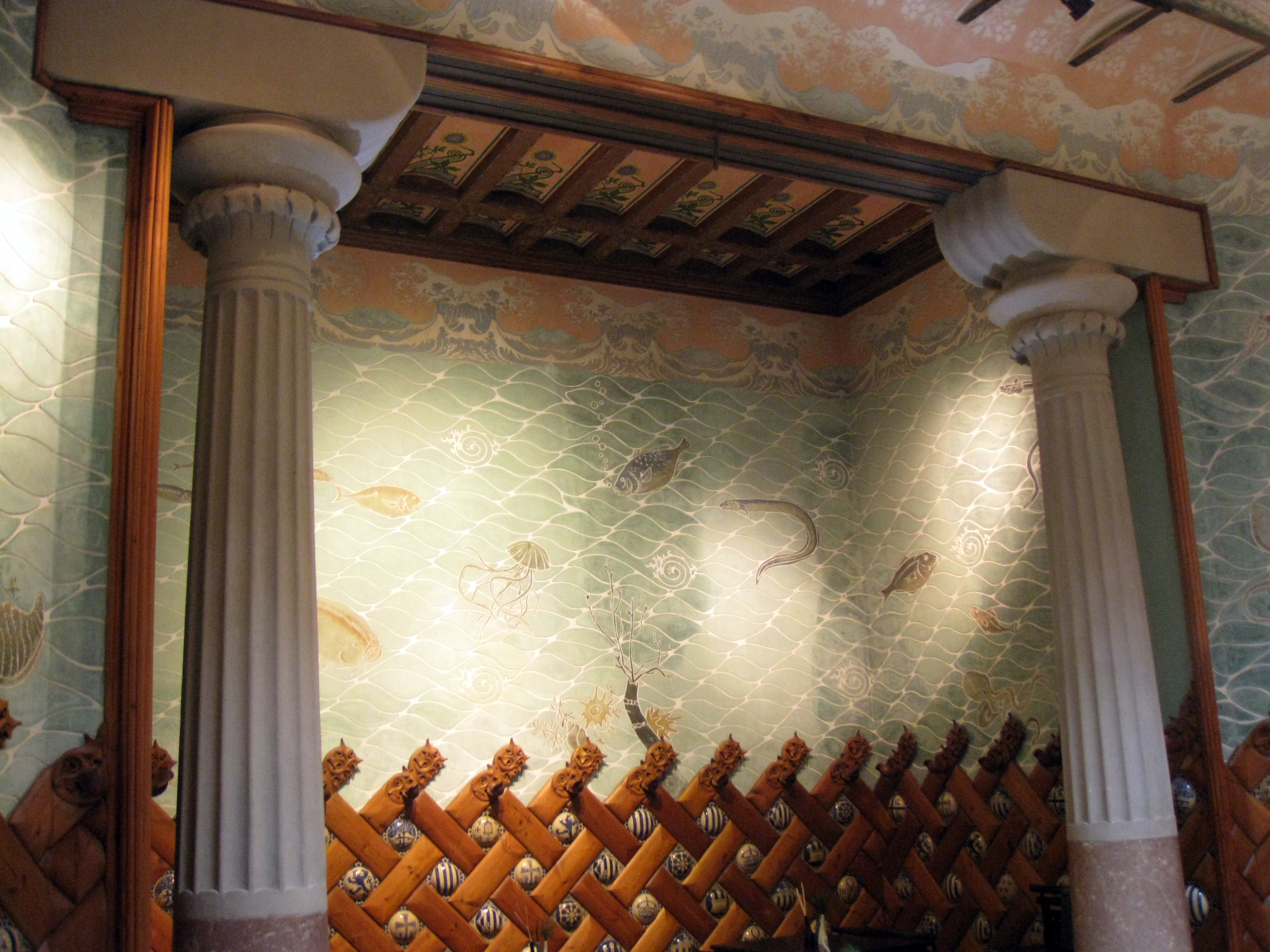
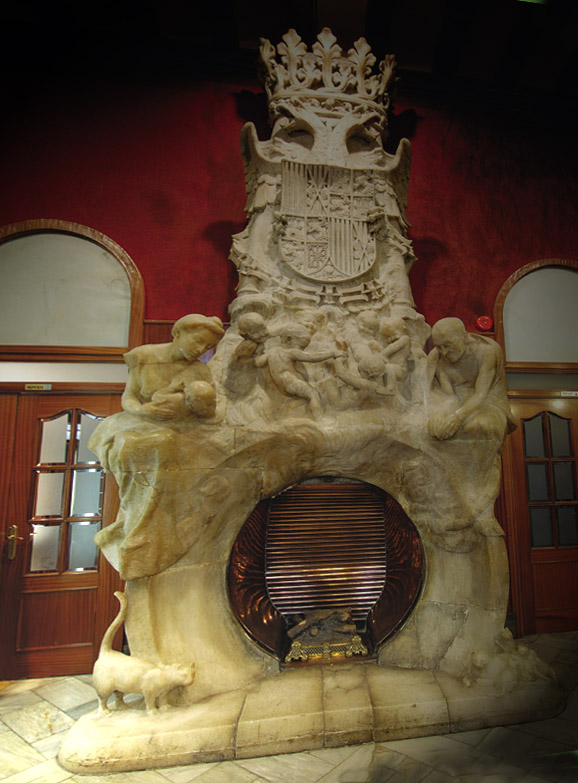
Llar de foc d'Eusebi Arnau
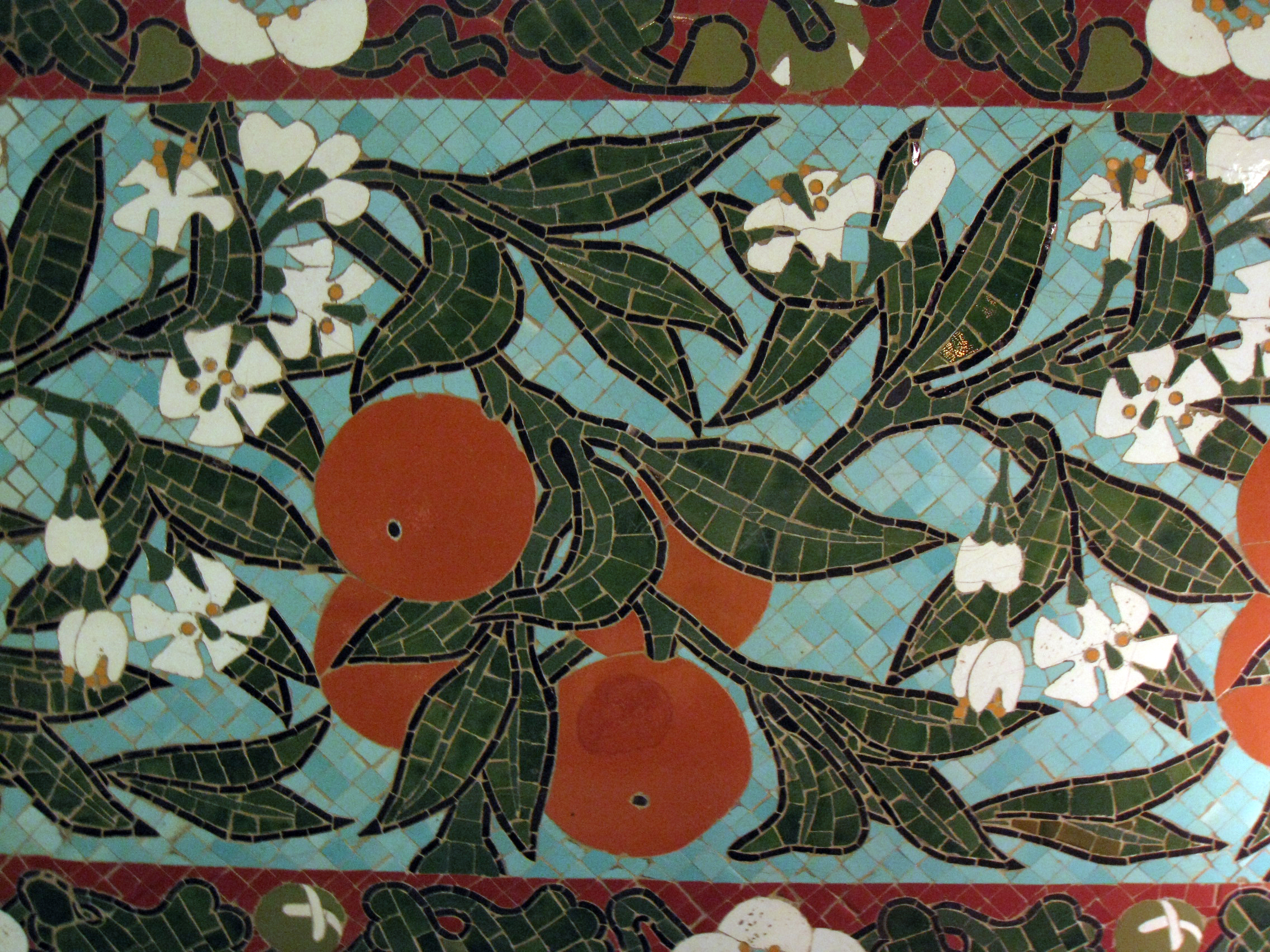
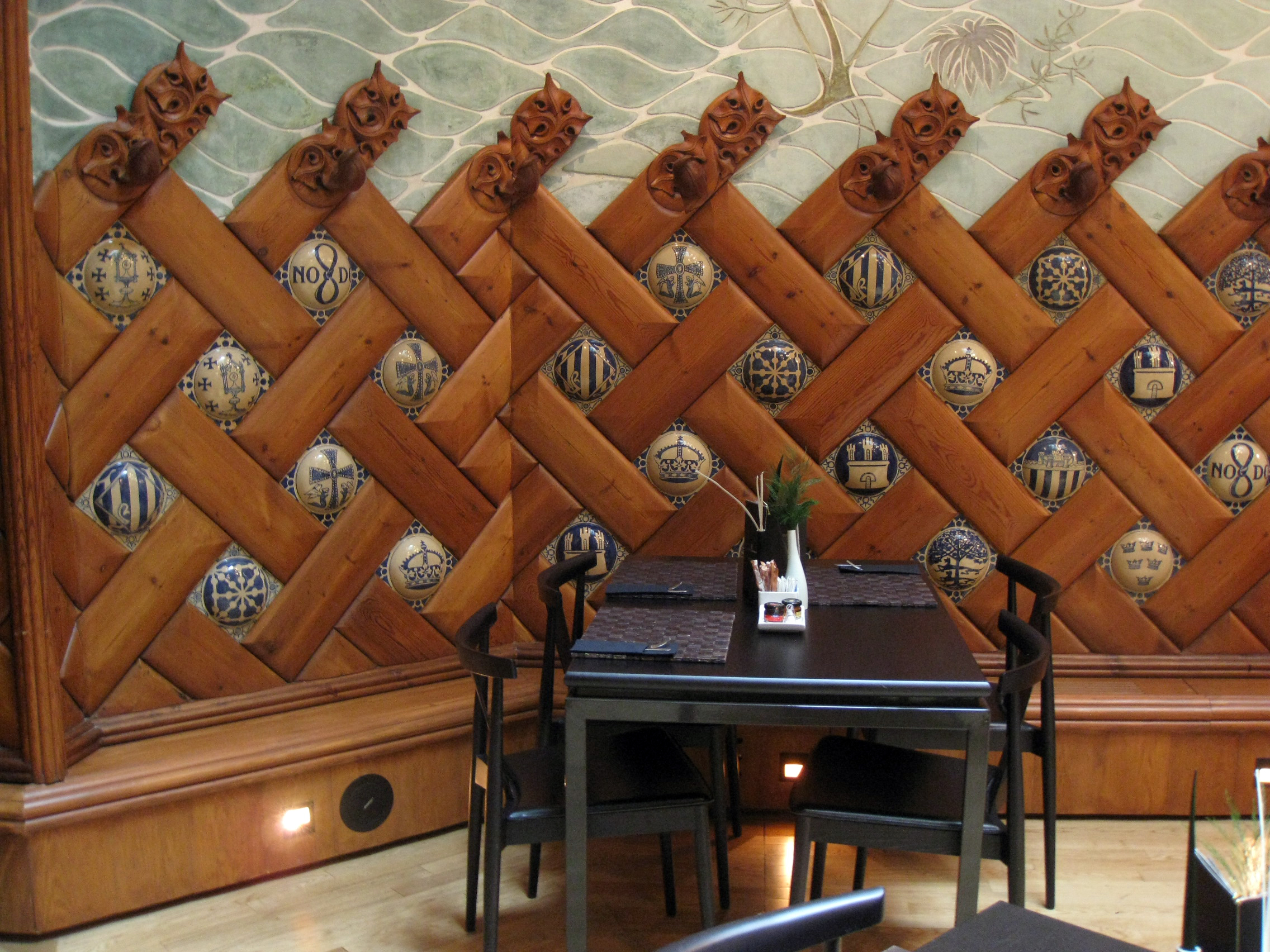
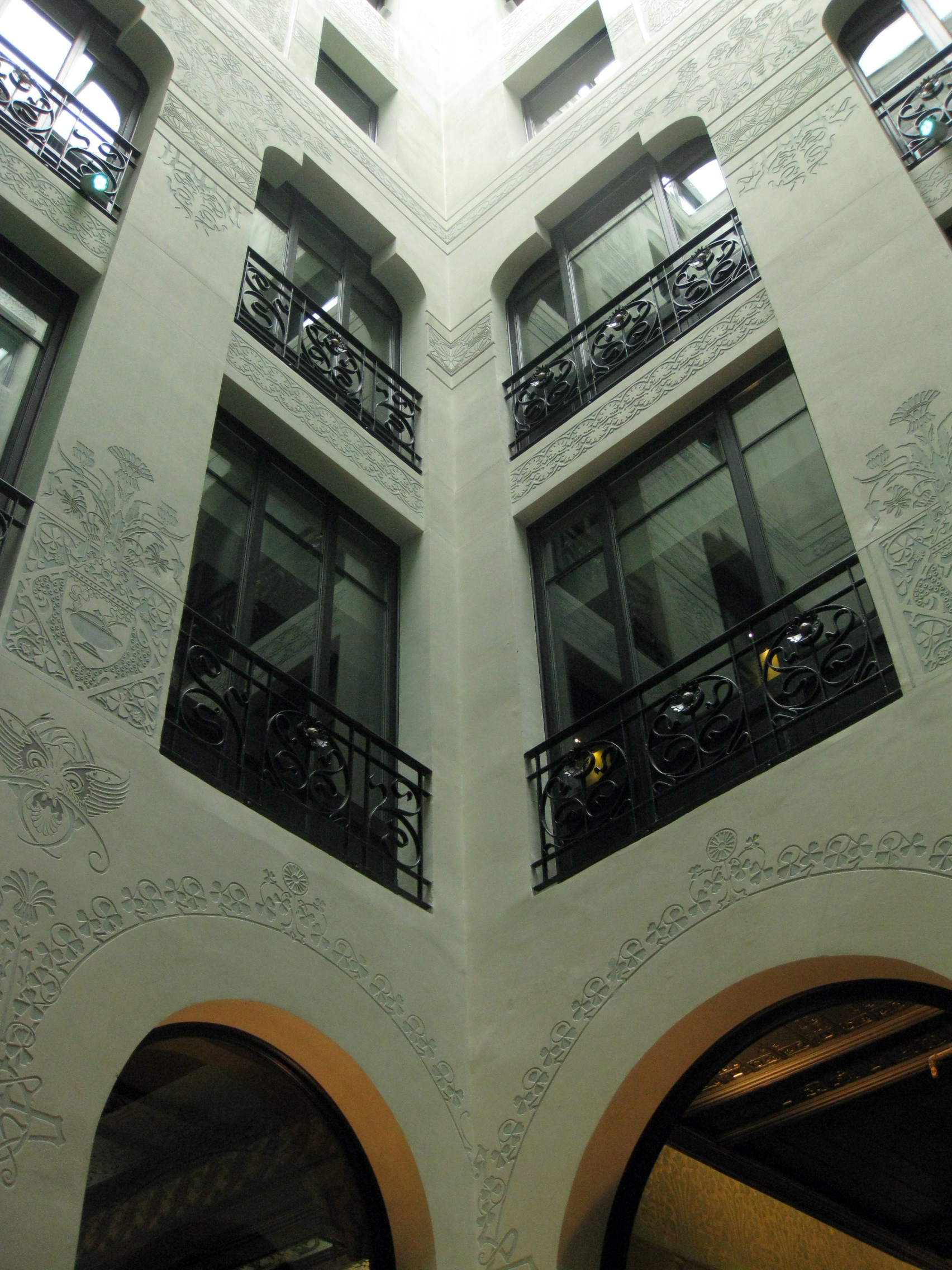